# Município de Monroe (condado de Ashtabula, Ohio)
O município de Monroe (em inglês: Monroe Township) é um município localizado no condado de Ashtabula no estado estadounidense de Ohio. No ano de 2010 tinha uma população de 2.381 habitantes e uma densidade populacional de 23,87 pessoas por km².

## Geografia
O município de Monroe encontra-se localizado nas coordenadas 41° 50′ 20″ N, 80° 35′ 02″ O. Segundo a Departamento do Censo dos Estados Unidos, o município tem uma superfície total de 99.74 km², da qual 99,62 km² correspondem a terra firme e (0,12 %) 0,12 km² é água.

## Demografia
Segundo o censo de 2010, tinha 2.381 habitantes residindo no município de Monroe. A densidade populacional era de 23,87 hab./km². Dos 2.381 habitantes, o município de Monroe estava composto pelo 98,57 % brancos, o 0,63 % eram afroamericanos, o 0,25 % eram amerindios, o 0,13 % eram asiáticos, o 0,04 % eram de outras raças e o 0,38 % eram de uma mistura de raças. Do total da população o 0,92 % eram hispanos ou latinos de qualquer raça.